# Giovanni Aloisio I di Oettingen-Spielberg
Giovanni Aloisio I di Oettingen-Spielberg (Johann Aloys Sebastian Ignaz Philipp; Oettingen in Bayern, 18 gennaio 1707 – Oettingen in Bayern, 16 febbraio 1780) è stato principe di Oettingen-Spielberg dal 1737 al 1780.

## Biografia
Giovanni Aloisio nacque nel castello di Oettingen in Bayern il 18 gennaio 1707, ottavo tra i figli del conte Francesco Alberto e di Johanna Margaretha von Schwendi a raggiungere la maturità.
Venne battezzato il 18 marzo presso la chiesa di San Sebastiano.
Il 23 maggio 1735 sposò a Watzdorf bei Rohrbach la duchessa Teresa Maria Anna di Schleswig-Holstein-Sonderburg-Wiesenburg, ma non avendo avuto figli maschi gli succedette il nipote.
Morì nel castello di nascita il 16 febbraio 1780, all'età di 73 anni.

## Discendenza
Giovanni Aloisio I di Oettingen-Spielberg e Teresa Maria Anna di Schleswig-Holstein-Sonderburg-Wiesenburg ebbero tre figlie:
- Principessa Maria Leopoldina (Oettingen in Bayern, 28 novembre 1741 - Vienna, 28 febbraio 1795), il 12 gennaio 1761 sposò Ernst Christoph von Kaunitz-Rietberg (1737-1797), con cui ebbe una figlia:[4]
  - Contessa Maria Eleonore (Vienna, 1⁰ ottobre 1775 - Parigi, 19 marzo 1825), sposò Klemens von Metternich (1773-1859).
- Principessa Maria Carlotta Filippina (nata e morta il 14 marzo 1743);[1]
- Principessa Maria Eleonora (1745-1812), assieme al marito Carlo Borromeo del Liechtenstein (1730-1789) ebbe sette figli.

## Ascendenza
|                                           |                         |                                 | Genitori                                                    |  |  | Nonni |  |  | Bisnonni                                   |  |  | Trisnonni                              |  |
|                                           |                         |                                 |                                                             |  |  |       |  |  | Johann Albrecht von Oettingen zu Spielberg |  |  | Wilhelm III von Oettingen zu Spielberg |  |
|                                           |                         |                                 |                                                             |  |  |       |  |  | Johann Albrecht von Oettingen zu Spielberg |  |  | Wilhelm III von Oettingen zu Spielberg |  |
|                                           |                         | Elisabeth Fugger                |                                                             |  |  |       |  |  | Johann Albrecht von Oettingen zu Spielberg |  |  |                                        |  |
| Johann Franz von Oettingen zu Spielberg   |                         |                                 |                                                             |  |  |       |  |  | Johann Albrecht von Oettingen zu Spielberg |  |  |                                        |  |
|                                           |                         | Maria Gertrud zu Pappenheim     | Veit zu Pappenheim                                          |  |  |       |  |  |                                            |  |  |                                        |  |
|                                           |                         | Maria Gertrud zu Pappenheim     | Veit zu Pappenheim                                          |  |  |       |  |  |                                            |  |  |                                        |  |
|                                           |                         | Maria Gertrud zu Pappenheim     | Maria Salome von Preising                                   |  |  |       |  |  |                                            |  |  |                                        |  |
| Francesco Alberto di Oettingen-Spielberg  |                         | Maria Gertrud zu Pappenheim     |                                                             |  |  |       |  |  |                                            |  |  |                                        |  |
|                                           |                         | Johann Jakob von Attems         | Hermann von Attems                                          |  |  |       |  |  |                                            |  |  |                                        |  |
|                                           |                         | Johann Jakob von Attems         | Hermann von Attems                                          |  |  |       |  |  |                                            |  |  |                                        |  |
|                                           |                         | Johann Jakob von Attems         | Ursula Breuner zu Stübing                                   |  |  |       |  |  |                                            |  |  |                                        |  |
| Ludovica Rosalia von Attems               |                         | Johann Jakob von Attems         |                                                             |  |  |       |  |  |                                            |  |  |                                        |  |
|                                           |                         | Judith Maria von Tattenbach     | Johann Christoph von Tattenbach                             |  |  |       |  |  |                                            |  |  |                                        |  |
|                                           |                         | Judith Maria von Tattenbach     | Johann Christoph von Tattenbach                             |  |  |       |  |  |                                            |  |  |                                        |  |
|                                           |                         | Judith Maria von Tattenbach     | Judith Rösch von Sunntberg                                  |  |  |       |  |  |                                            |  |  |                                        |  |
| Giovanni Aloisio I di Oettingen-Spielberg |                         | Judith Maria von Tattenbach     |                                                             |  |  |       |  |  |                                            |  |  |                                        |  |
|                                           | Maximilian von Schwendi | Alexander von Schwendi          |                                                             |  |  |       |  |  |                                            |  |  |                                        |  |
|                                           | Maximilian von Schwendi | Alexander von Schwendi          |                                                             |  |  |       |  |  |                                            |  |  |                                        |  |
|                                           | Maximilian von Schwendi | Regina Vöhlin von Frickenhausen |                                                             |  |  |       |  |  |                                            |  |  |                                        |  |
| Franz Ignaz von Schwendi                  | Maximilian von Schwendi |                                 |                                                             |  |  |       |  |  |                                            |  |  |                                        |  |
|                                           |                         | Marie Helene von Leonrod        | Georg Wilhelm von Leonrod                                   |  |  |       |  |  |                                            |  |  |                                        |  |
|                                           |                         | Marie Helene von Leonrod        | Georg Wilhelm von Leonrod                                   |  |  |       |  |  |                                            |  |  |                                        |  |
|                                           |                         | Marie Helene von Leonrod        | Maria Anna von Riedtheim                                    |  |  |       |  |  |                                            |  |  |                                        |  |
| Johanna Margaretha von Schwendi           |                         | Marie Helene von Leonrod        |                                                             |  |  |       |  |  |                                            |  |  |                                        |  |
|                                           |                         | Christoph Rudolf Fugger         | Johann Ernst Fugger                                         |  |  |       |  |  |                                            |  |  |                                        |  |
|                                           |                         | Christoph Rudolf Fugger         | Johann Ernst Fugger                                         |  |  |       |  |  |                                            |  |  |                                        |  |
|                                           |                         | Christoph Rudolf Fugger         | Margareta von Bollweiler                                    |  |  |       |  |  |                                            |  |  |                                        |  |
| Maria Margareta Fugger                    |                         | Christoph Rudolf Fugger         |                                                             |  |  |       |  |  |                                            |  |  |                                        |  |
|                                           |                         | Maria Anna von Montfort-Peggau  | Hugo XVIII von Montfort                                     |  |  |       |  |  |                                            |  |  |                                        |  |
|                                           |                         | Maria Anna von Montfort-Peggau  | Hugo XVIII von Montfort                                     |  |  |       |  |  |                                            |  |  |                                        |  |
|                                           |                         | Maria Anna von Montfort-Peggau  | Johanna Euphrosyne Reicherbtruchsessin von Waldburg-Wolfegg |  |  |       |  |  |                                            |  |  |                                        |  |
|                                           |                         | Maria Anna von Montfort-Peggau  |                                                             |  |  |       |  |  |                                            |  |  |                                        |  |